# Kamsjön (Torups socken, Halland)
Kamsjön är en sjö i Hylte kommun i Halland och ingår i Nissans huvudavrinningsområde. Sjöns area är 0,032 kvadratkilometer och den är belägen 110 meter över havet.